# Саймон Сиисо Гриффит
Саймон Сиисо Гриффит сесото Simon Seeiso Griffith; 1905 — 26 декабря 1940) — шестой верховный вождь Басутоленда (современное Лесото).

## Биография
Мать Сиисо ушла от мужа примерно в 1900 году, а затем вернулась в 1903 году, но в дальнейшем уже была в немилости. Чтобы избавиться от Сиисо, в 1924 году отец отправил его в район Мохотлонг для сбора налогов в качестве чиновника. Затем в 1926 году Гриффит Леротоли заявил британским колониальным властям, что его другой сын, Беренг, является его законным преемником. Верховный совет традиционных лидеров басуто также выбрал Беренга в качестве потенциального преемника 23 голосами против 10.
Сиисо наследовал престол 1939 года после смерти своего дяди Натаниэля Гриффита. Его правление оказалось непродолжительным, уже в следующем году вождь умер. Согласно медицинским документам причиной смерти стала гангрена, впрочем, некоторые источники считают, что монарха отравили.
Поскольку к моменту смерти Саймона Сиисо его сыну, будущему королю Мошвешве II, было всего два года, регентом при нем стал генерал Габасане Масофа.